# Mokhtar Hasni
Mokhtar Hasni (àrab: مُختار حسني)  (Siliana, 19 de març de 1952 - 21 de gener de 2024) fou un futbolista tunisià de la dècada de 1970.
Fou internacional amb la selecció de Tunisia amb la qual participà en la Copa del Món de futbol de 1978.
Pel que fa a clubs, destacà a R.A.A. Louviéroise.